# Detailhandel
Detailhandel eller detailsalg er salg af varer til private forbrugere og slutbrugere. Detailhandleren køber varer i store partier, enten direkte hos producenten eller via en grossist, og sælger dem derefter videre til forbrugeren i mindre mængder. Detailhandel omfatter både salg til forbrugeren via fysiske butikker, postordre og Internettet. Detailvirksomhed er det modsatte af en engrosvirksomhed. En detailvirksomhed sælger nemlig kun varer på konsumentmarkedet, altså til private personer. 
Detailsalg reguleres bl.a. af Købeloven og Forbrugerklageloven.

## Detailhandelsbutikker
Da detailhandel er et overordnet begreb for salg til forbrugerne, kan detailhandelsbutikker være alt fra et supermarked med et bredt varesortiment, til en specialbutik på Internettet med et meget snævert, men dybt sortiment, som f.eks. en vinhandel. Eksempler på detailhandelsbutikker kan være:
- Supermarked
- Varehus
- Stormagasin
- Discountbutik
- Specialbutik
- Postordrefirma
- Webshop
- TV-shop

Mange danske detailhandelsbutikker er samlet i forretningskæder. De to største aktører på det danske dagligvaremarked er Coop og Salling Group.